# نوع متن اسکندریه

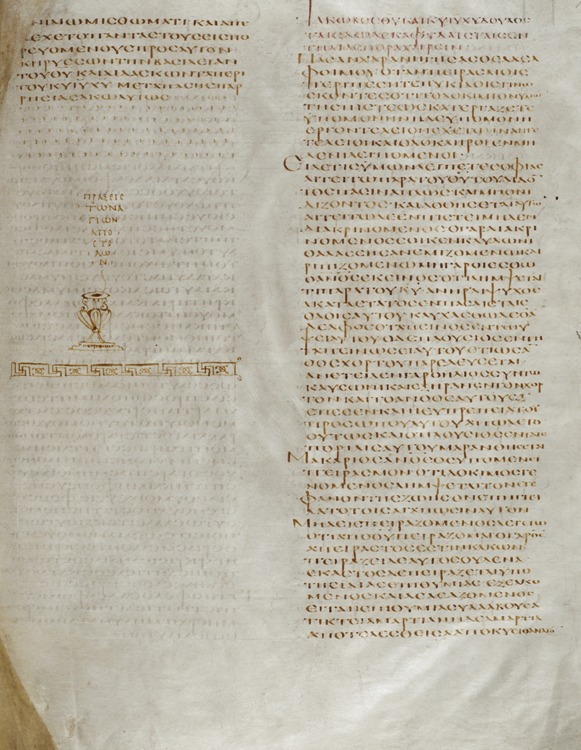
نمایی از پایان کتاب اعمال رسولان (برگ ۷۶r) از «کدکس اسکندریه»، که تقریباً منحصراً از نوع متن بیزانسی برای اناجیل و عمدتاً از «نوع متن اسکندریه» برای بقیهٔ عهد جدید، پیروی می‌کند.

نوع متن اسکندریه (انگلیسی: Alexandrian text-type) یکی از انواع متن اصلی تصحیح متون است. این نوع متن مورد علاقه اکثریت منتقدان متن مدرن است و مبنای اکثر ترجمه‌های مدرن (پس از سال ۱۹۰۰) کتاب مقدس است.